# アメリカ (空母)
アメリカ (USS America, CVA/CV-66) は、アメリカ海軍のキティホーク級航空母艦（改フォレスタル級）の3番艦。その名を付けた艦艇としては3隻目。1965年に就役し、経歴の大半は大西洋と地中海で積み重ねられたが、ベトナム戦争時には太平洋に三度展開した。湾岸戦争では砂漠の盾作戦、砂漠の嵐作戦に参加している。1995年9月の最終航海では通常6日をかけて行われる大西洋横断を、3つのハリケーンといくつかの熱帯暴風雨を回避するため3日間で行い、ボスニア・ヘルツェゴビナの沖合でステーション艦任務に従事している。
アメリカは人名が名付けられなかった最後のアメリカ空母であり、1946年のクロスロード作戦後に初めて標的艦として用いられた大型空母でもある。アメリカは2005年、4週間のテストが行われた後、記念艦として保存するよう要求する元乗組員達の抗議にもかかわらずハッテラス岬沖で海没処分された。アメリカは海没処分された史上最大の艦であった。

## 艦歴
当初はエンタープライズ級原子力空母の2番艦として建造される予定であったが、エンタープライズの建造費が大きく膨らんだため原子力空母としての建造はキャンセルされ、通常動力型のキティホーク級の一隻として再発注された。アメリカは1961年1月9日にバージニア州ニューポート・ニューズのニューポート・ニューズ造船所で起工し、1964年2月1日にアメリカ海軍作戦部長のデヴィッド・マクドナルド提督夫人によって命名、進水した。
1965年1月23日に初代艦長ローレンス・ヘイワース・ジュニア大佐の指揮下ノーフォーク海軍工廠で就役する。
1965年3月15日までノーフォークで艤装が行われ、ハンプトン・ローズで準備を行った後3月25日にバージニア岬沖での作戦活動に入る。4月5日に初のカタパルトによる搭載機の発艦を行い、ケネス・オースティン中佐指揮する飛行部隊がA-4C スカイホークを操縦した。その後カリブ海に進出し、アメリカは整調巡航を行い、6月23日にグアンタナモ湾で巡航を完了した。
7月10日に整調後の信頼性試験のためノーフォークで入渠し、作業は8月21日まで行われた。8月後半からバージニア岬沖およびバミューダ諸島の作戦海域で活動し、9月9日にノーフォークに帰還する。9月25日にJ・O・コッブ少将が座乗し、アメリカは第2空母打撃群の旗艦となった。
1981年に、新造時から搭載していたSQS-23バウソナーを撤去した。

## 参照
1. 1 2  木津徹（編）「アメリカ海軍ハンドブック」『世界の艦船』、海人社、1995年3月、52頁、ISBN 4-905551-51-X。
2. 1 2  Dictionary of American Naval Fighting Ships. America III.